# تیم ملی فوتبال آنگولا
تیم ملی فوتبال آنگولا نماینده کشور آنگولا در مسابقات بین‌المللی و آفریقایی است که زیر نظر فدراسیون فوتبال آنگولا فعالیت می‌کند.
نخستین بازی رسمی این تیم در تاریخ ۱ ژوئن ۱۹۷۷ میلادی در برابر تیم ملی فوتبال کوبا برگزار شده است.